# 장안사 연
기장 장안사 연(機張 長安寺 輦)은 부산광역시 기장군 장안읍, 장안사에 있는 조선시대의 연이다. 2008년 4월 2일 부산광역시의 민속문화재 제5호로 지정되었다.

## 개요
장안사에 소장된 연(輦)은 조선후기 사찰에서 제작된 연으로서의 전체적인 골격은 유지하고 있으나 세부 장식물과 조각들이 원위치에서 분리되어 있으며 일부는 결실된 것도 있다.
연의 전체적인 형태는 4개의 손잡이로 이루어진 가마채와 사방에 창호(窓戶)가 있는 사각형의 몸체, 그리고 지붕인 옥개(屋蓋)로 구성되어 있다. 나무로 제작되어 있는 가마채와 몸체 바탕에는 붉은 안료로 채색이 되어 있으며, 특히 세부 장식을 위해 갖가지 문양이 조각되어 있거나 별도로 만들어진 장식물이 부착되어 있기도 하다.
몸체 바닥 저부에는 묵서(墨書)로 건륭(乾隆) 25년(1760)에 불광사 장안사 중단 연(佛光山 長安寺 中壇 輦)을 조성한 후에 다시 9월에 개조하였음을 밝히는 조성기(造成記)와 산중질(山中秩)을 적어 놓고 있다. 장안사 연과 유사한 양식의 연으로는 1752년에 제작된 안정사 연(安靜寺 輦, 경상남도 지정 유형문화재 제284호)이 있다.
장안사 연은 묵서명에 의해 1760년이라는 조성연대를 가지고 있으며, 제작 연대가 비교적 오래되었을 뿐 아니라 세부적인 조각 및 장식수법이 뛰어난 조선후기 불교공예의 대표적인 유물이다.
다소 원형을 잃은 부분은 있지만 조선후기 사찰에서 행해진 불교의식 및 법구(法具)를 살펴볼 수 좋은 자료로서 부산광역시 민속자료로서 손색이 없는 것으로 판단된다.

## 참고 자료
- 기장 장안사 연 - 국가유산청 국가유산포털